# شاه عالم الثاني
شاه عالم الثاني (25 يونيو 1728م – 19 نوفمبر 1806م)، إمبراطور مغولي حكم من (أكتوبر 1760 – نوفمبر 1806م) كان لقبه أبو المظفر جلال الدين محمد شاه عالم الثاني بن عالمكير الثاني.

## روابط خارجية
- شاه عالم الثاني على موقع الموسوعة البريطانية (الإنجليزية)